# Andrew Barron
Andrew Barron (ur. 24 grudnia 1980 w Invercargill w Nowej Zelandii) – nowozelandzki piłkarz, reprezentant kraju grający na pozycji pomocnika.

## Kariera piłkarska
Barron rozpoczynał swoją przygodę z piłką w Petone. Od 1997 występował w Miramar Rangers. W 2000 podjął naukę w William Carey College, którą ukończył w 2003. Kolejnym przystankiem w jego karierę było amerykańskie New Orleans Shockers, dla którego w rozgrywkach Premier Development League zagrał 29 razy, ośmiokrotnie pokonując bramkarzy rywali.
W 2005 miał krótki epizod w północnoirlandzkim Lisburn Distillery. W tym samym roku grał w Canterbury United, skąd przeszedł do Team Wellington. W 2007 powrócił do USA, do zespołu Minnesota Thunder. Od 2008 do 2010 ponownie występował w Team Wellington, w którym 20 lipca 2010 zakończył karierę piłkarską.
3 października 2013 ogłosił swój powrót do mistrza Samoa, Kiwi, gdzie wkrótce później został mianowany kapitanem drużyny przez trenera Martina Tamasese. Pomógł swojej drużynie zakwalifikować się po raz pierwszy do Ligi Mistrzów OFC.
| Sezon   | Klub                  | Kraj              | Rozgrywki                          | Mecze | Bramki |
| ------- | --------------------- | ----------------- | ---------------------------------- | ----- | ------ |
| 1997    | Miramar Rangers       | Nowa Zelandia     | New Zealand National Soccer League |       |        |
| 1998    | Miramar Rangers       | Nowa Zelandia     | New Zealand National Soccer League |       |        |
| 1999    | Miramar Rangers       | Nowa Zelandia     | New Zealand National Soccer League |       |        |
| 2000    | William Carey College | Stany Zjednoczone |                                    |       |        |
| 2001    | William Carey College | Stany Zjednoczone |                                    |       |        |
| 2002    | William Carey College | Stany Zjednoczone |                                    |       |        |
| 2003    | William Carey College | Stany Zjednoczone |                                    |       |        |
| 2003    | New Orleans Shockers  | Stany Zjednoczone | Premier Development League         | 14    | 5      |
| 2004    | New Orleans Shockers  | Stany Zjednoczone | Premier Development League         | 15    | 3      |
| 2004/05 | Lisburn Distillery    | Irlandia Północna | NIFL Premiership                   | 16    | 1      |
| 2005    | Miramar Rangers       | Nowa Zelandia     | Central Premier League             |       |        |
| 2005/06 | Canterbury United     | Nowa Zelandia     | New Zealand Football Championship  | 8     | 0      |
| 2006/07 | Team Wellington       | Nowa Zelandia     | New Zealand Football Championship  | 8     | 3      |
| 2007/08 | Team Wellington       | Nowa Zelandia     | New Zealand Football Championship  | 4     | 1      |
| 2008    | Minnesota Thunder     | Stany Zjednoczone | USL First Division                 | 11    | 0      |
| 2009/10 | Team Wellington       | Nowa Zelandia     | New Zealand Football Championship  | 5     | 4      |
| 2010/11 | Team Wellington       | Nowa Zelandia     | New Zealand Football Championship  | 13    | 2      |

## Kariera reprezentacyjna
Barron po raz pierwszy wystąpił w drużynie narodowej 19 lutego 2006 w wygranym 1:0 meczu z Malezją.
Dwa lata później wygrał wraz z kadrą Puchar Narodów Oceanii. Był także w kadrze na Puchar Konfederacji 2009, podczas którego był zawodnikiem rezerwowym.
Dzięki udanym eliminacjom Nowa Zelandia po raz drugi w historii zagrała na Mistrzostwach Świata. Podczas turnieju Barron zagrał w spotkaniu fazy grupowej przeciwko reprezentacji Włoch.
Mecz ze Squadre Azzurra był ostatnim w drużynie narodowej dla Barrona, który w latach 2006–2010 wystąpił w 12 spotkaniach, w których strzelił jedną bramkę.
| Mecze i gole w reprezentacji | Mecze i gole w reprezentacji | Mecze i gole w reprezentacji | Mecze i gole w reprezentacji | Mecze i gole w reprezentacji | Mecze i gole w reprezentacji | Mecze i gole w reprezentacji |
| #                            | Data                         | Miasto                       | Przeciwnik                   | Gol                          | Wynik                        | Rozgrywki                    |
| ---------------------------- | ---------------------------- | ---------------------------- | ---------------------------- | ---------------------------- | ---------------------------- | ---------------------------- |
| 1.                           | 19.02.2006                   | Christchurch                 | Federacja Malajska           |                              | 1:0                          | towarzyski                   |
| 2.                           | 23.02.2006                   | Auckland                     | Federacja Malajska           | Gol                          | 2:1                          | towarzyski                   |
| 3.                           | 31.03.2006                   | Tallinn                      | Estonia                      |                              | 1:1                          | towarzyski                   |
| 4.                           | 28.03.2007                   | Maracaibo                    | Wenezuela                    |                              | 0:5                          | towarzyski                   |
| 5.                           | 26.05.2007                   | Wrexham                      | Walia                        |                              | 2:2                          | towarzyski                   |
| 6.                           | 03.06.2009                   | Dar es Salaam                | Tanzania                     |                              | 1:2                          | towarzyski                   |
| 7.                           | 06.06.2009                   | Gaborone                     | Botswana                     |                              | 0:0                          | towarzyski                   |
| 8.                           | 10.06.2009                   | Pretoria                     | Włochy                       |                              | 3:4                          | towarzyski                   |
| 9.                           | 09.09.2009                   | Amman                        | Jordania                     |                              | 3:1                          | towarzyski                   |
| 10.                          | 14.11.2009                   | Wellington                   | Bahamy                       |                              | 1:0                          | El. MŚ 2010                  |
| 11.                          | 03.03.2010                   | Pasadena                     | Meksyk                       |                              | 0:2                          | towarzyski                   |
| 12.                          | 20.06.2010                   | Nelspruit                    | Włochy                       |                              | 1:1                          | MŚ 2010                      |

## Sukcesy
Nowa Zelandia
- Puchar Narodów Oceanii (1): 2008 (1. miejsce)